# Giovanna Guglielmina di Anhalt-Köthen

Stemma della città di Beuthen

Giovanna Guglielmina di Anhalt-Köthen (Warmsdorf, 4 novembre 1728 – Carolath, 17 gennaio 1786) è stata una nobildonna tedesca, principessa di Carolath-Beuthen.

## Biografia
Era figlia di Augusto Luigi di Anhalt-Köthen, principe di Anhalt-Köthen dal 1728 al 1755, e della seconda moglie Emilia di Promnitz-Pless.
Venne data in sposa a Giovanni Federico Carlo di Carolath-Beuthen, figlio ed erede del principe Giovanni Carlo I di Carolath-Beuthen. Il matrimonio venne celebrato a Köthen il 17 dicembre 1749.
Dall'unione tra i principi del Carolath-Beuthen e gli Ascanidi nacque un unico figlio che raggiunse l'età adulta:
- Enrico Carlo Ermanno (Carolath, 3 novembre 1759-Carolath, 1º febbraio 1817).

Alla morte del suocero nel 1763 divenne principessa consorte di Carolath-Beuthen, titolo che mantenne fino alla morte avvenuta nel 1786. Suo marito non si risposò e le sopravvisse cinque anni morendo il 23 febbraio 1791. Il principato venne ereditato da loro figlio Enrico Carlo, che ebbe eredi da entrambe le due mogli Amalia di Sassonia-Meiningen e Carolina di Oertel.

## Ascendenza
|                                             |                                            |                                              | Genitori                                         |  |  | Nonni |  |  | Bisnonni                           |  |  | Trisnonni                           |  |
|                                             |                                            |                                              |                                                  |  |  |       |  |  | Emanuel, principe di Anhalt-Köthen |  |  | August, principe di Anhalt-Plötzkau |  |
|                                             |                                            |                                              |                                                  |  |  |       |  |  | Emanuel, principe di Anhalt-Köthen |  |  | August, principe di Anhalt-Plötzkau |  |
|                                             |                                            | Sibylle zu Solms-Laubach                     |                                                  |  |  |       |  |  | Emanuel, principe di Anhalt-Köthen |  |  |                                     |  |
| Emanuel Lebrecht, principe di Anhalt-Köthen |                                            |                                              |                                                  |  |  |       |  |  | Emanuel, principe di Anhalt-Köthen |  |  |                                     |  |
|                                             |                                            | Anna Eleonore zu Stolberg-Wernigerode        | Heinrich Ernst, conte di Stolberg-Wernigerode    |  |  |       |  |  |                                    |  |  |                                     |  |
|                                             |                                            | Anna Eleonore zu Stolberg-Wernigerode        | Heinrich Ernst, conte di Stolberg-Wernigerode    |  |  |       |  |  |                                    |  |  |                                     |  |
|                                             |                                            | Anna Eleonore zu Stolberg-Wernigerode        | Anna Elisabeth zu Stolberg-Wernigerode           |  |  |       |  |  |                                    |  |  |                                     |  |
| August Ludwig, principe di Anhalt-Köthen    |                                            | Anna Eleonore zu Stolberg-Wernigerode        |                                                  |  |  |       |  |  |                                    |  |  |                                     |  |
|                                             |                                            | Balthasar Wilhelm von Rath                   | Wilhelm von Rath                                 |  |  |       |  |  |                                    |  |  |                                     |  |
|                                             |                                            | Balthasar Wilhelm von Rath                   | Wilhelm von Rath                                 |  |  |       |  |  |                                    |  |  |                                     |  |
|                                             |                                            | Balthasar Wilhelm von Rath                   | Dorothea von Hackeborn                           |  |  |       |  |  |                                    |  |  |                                     |  |
| Gisela Agnes von Rath                       |                                            | Balthasar Wilhelm von Rath                   |                                                  |  |  |       |  |  |                                    |  |  |                                     |  |
|                                             |                                            | Magdalene Dorothee von Wuthenau              | Heinrich von Wuthenau                            |  |  |       |  |  |                                    |  |  |                                     |  |
|                                             |                                            | Magdalene Dorothee von Wuthenau              | Heinrich von Wuthenau                            |  |  |       |  |  |                                    |  |  |                                     |  |
|                                             |                                            | Magdalene Dorothee von Wuthenau              | Sibylle von Bindauf                              |  |  |       |  |  |                                    |  |  |                                     |  |
| Johanna Wilhelmine von Anhalt-Köthen        |                                            | Magdalene Dorothee von Wuthenau              |                                                  |  |  |       |  |  |                                    |  |  |                                     |  |
|                                             | Balthasar Erdmann, conte di Promnitz-Pless | Erdmann Leopold, conte di Promnitz-Pless     |                                                  |  |  |       |  |  |                                    |  |  |                                     |  |
|                                             | Balthasar Erdmann, conte di Promnitz-Pless | Erdmann Leopold, conte di Promnitz-Pless     |                                                  |  |  |       |  |  |                                    |  |  |                                     |  |
|                                             | Balthasar Erdmann, conte di Promnitz-Pless | Eleonore von Racknitz                        |                                                  |  |  |       |  |  |                                    |  |  |                                     |  |
| Erdmann II, principe di Promnitz-Pless      | Balthasar Erdmann, conte di Promnitz-Pless |                                              |                                                  |  |  |       |  |  |                                    |  |  |                                     |  |
|                                             |                                            | Emilie Agnes Reuß zu Schleiz                 | Heinrich I, conte di Reuss zu Schleiz            |  |  |       |  |  |                                    |  |  |                                     |  |
|                                             |                                            | Emilie Agnes Reuß zu Schleiz                 | Heinrich I, conte di Reuss zu Schleiz            |  |  |       |  |  |                                    |  |  |                                     |  |
|                                             |                                            | Emilie Agnes Reuß zu Schleiz                 | Esther zu Hardegg-Glatz-Machlande                |  |  |       |  |  |                                    |  |  |                                     |  |
| Emilie von Promnitz-Pless                   |                                            | Emilie Agnes Reuß zu Schleiz                 |                                                  |  |  |       |  |  |                                    |  |  |                                     |  |
|                                             |                                            | Johann Adolf I, duca di Sassonia-Weissenfels | August, duca di Sassonia-Weissenfels             |  |  |       |  |  |                                    |  |  |                                     |  |
|                                             |                                            | Johann Adolf I, duca di Sassonia-Weissenfels | August, duca di Sassonia-Weissenfels             |  |  |       |  |  |                                    |  |  |                                     |  |
|                                             |                                            | Johann Adolf I, duca di Sassonia-Weissenfels | Anna Maria zu Mecklenburg-Schwerin               |  |  |       |  |  |                                    |  |  |                                     |  |
| Anna Marie von Sachsen-Weissenfels          |                                            | Johann Adolf I, duca di Sassonia-Weissenfels |                                                  |  |  |       |  |  |                                    |  |  |                                     |  |
|                                             |                                            | Johanna Magdalena von Sachsen-Altenburg      | Friedrich Wilhelm II, duca di Sassonia-Altenburg |  |  |       |  |  |                                    |  |  |                                     |  |
|                                             |                                            | Johanna Magdalena von Sachsen-Altenburg      | Friedrich Wilhelm II, duca di Sassonia-Altenburg |  |  |       |  |  |                                    |  |  |                                     |  |
|                                             |                                            | Johanna Magdalena von Sachsen-Altenburg      | Magdalena Sibylla von Sachsen                    |  |  |       |  |  |                                    |  |  |                                     |  |
|                                             |                                            | Johanna Magdalena von Sachsen-Altenburg      |                                                  |  |  |       |  |  |                                    |  |  |                                     |  |